# Новак, Ежи
Ежи Новак (пол. Jerzy Nowak; 20 июня 1923 — 26 марта 2013) — польский актёр театра, кино, радио и телевидения; также театральный педагог.

## Биография
Ежи Новак родился в городе Бжеско. Во времени Второй мировой войны он был партизаном. Актёрское образование получил в Государственной высшей театральной школе в Кракове, которую окончил в 1948 году. Дебютировал в театре в 1948 г. Актёр театров в Кракове и Катовице. Выступал в спектаклях «театра телевидения» (в 1966—2006 гг.) и в передачах «театра Польского радио». Преподаватель Государственной высшей театральной школы в Кракове в 1960—1965 гг.
Умер в Варшаве, похоронен на Раковицком кладбище в Кракове.

## Избранная фильмография
- 1955 — Подгале в огне / Podhale w ogniu
- 1959 — Орёл / Orzeł — матрос Шнук
- 1959 — Место на земле / Miejsce na ziemi
- 1960 — Год первый / Rok pierwszy
- 1961 — Апрель / Kwiecień
- 1964 — Конец нашего света / Koniec naszego świata — блокфюрер концлагеря Освенцим
- 1965 — Ленин в Польше / Lenin w Polsce — австрийский офицер в паровозном депо
- 1966 — Полный вперёд! / Cała naprzód
- 1968 — Ставка больше, чем жизнь / Stawka większa niż życie (только в 10-й серии)
- 1969 — Что в человеке в середине / Co jest w człowieku w środku
- 1972 — Коперник / Kopernik — участник процессии монаха Матеуша
- 1973 — Чёрные тучи / Czarne chmury — Шульц, трактирщик
- 1974 — Земля обетованная / Ziemia obiecana
- 1974 — Самый важный день жизни / Najważniejszy dzień życia (только в 6-й серии)
- 1976 — Лозунг / Hasło
- 1976 — Польские пути / Polskie drogi
- 1979 — Форпост / Placówka
- 1979 — Секрет Энигмы / Sekret Enigmy
- 1979 — Кинолюбитель / Amator
- 1979 — Шанс / Szansa
- 1983 — Шкатулка из Гонконга / Szkatułka z Hongkongu
- 1984 — Год спокойного солнца / Rok spokojnego słońca
- 1984 — Конец одиночества фермы Берхоф / Ślady wilczych zębów
- 1985 — Медиум / Medium
- 1988 — Где бы ни был… / Wherever You Are…
- 1988 — Алхимик / Alchemik
- 1989 — Лава / Lawa
- 1989 — Капитал, или Как сделать деньги в Польше / Kapitał, czyli jak zrobić pieniądze w Polsce
- 1993 — Список Шиндлера / Schindler’s List
- 1993 — Эскадрон / Szwadron
- 1994 — Три цвета: Белый / Trois couleurs: Blanc
- 1995 — Кроткая / Łagodna
- 1997 — Любовные истории[пол.] / Historie milosne
- 1997 — Брат нашего Бога / Brat naszego Boga
- 2001 — Камо грядеши / Quo vadis
- 2001 — Эвкалипт / Eucalyptus
- 2002 — Ведьмак / Wiedźmin
- 2008 — Царапина / Rysa

## Признание
- 1964 — Партизанский крест.
- 1971 — Золотой Крест Заслуги.
- 1993 — Награда за роль — XVIII Опольские театральное сопоставления.
- 2008 — Золотая медаль «За заслуги в культуре Gloria Artis».